# Södermanlands hembygdsförbund
Södermanlands hembygdsförbund är en regional organisation som samlar hembygdsrörelsen i Sörmland. Hembygdsförbundet ingår i riksorganisationen Sveriges hembygdsförbund. 

## Historia

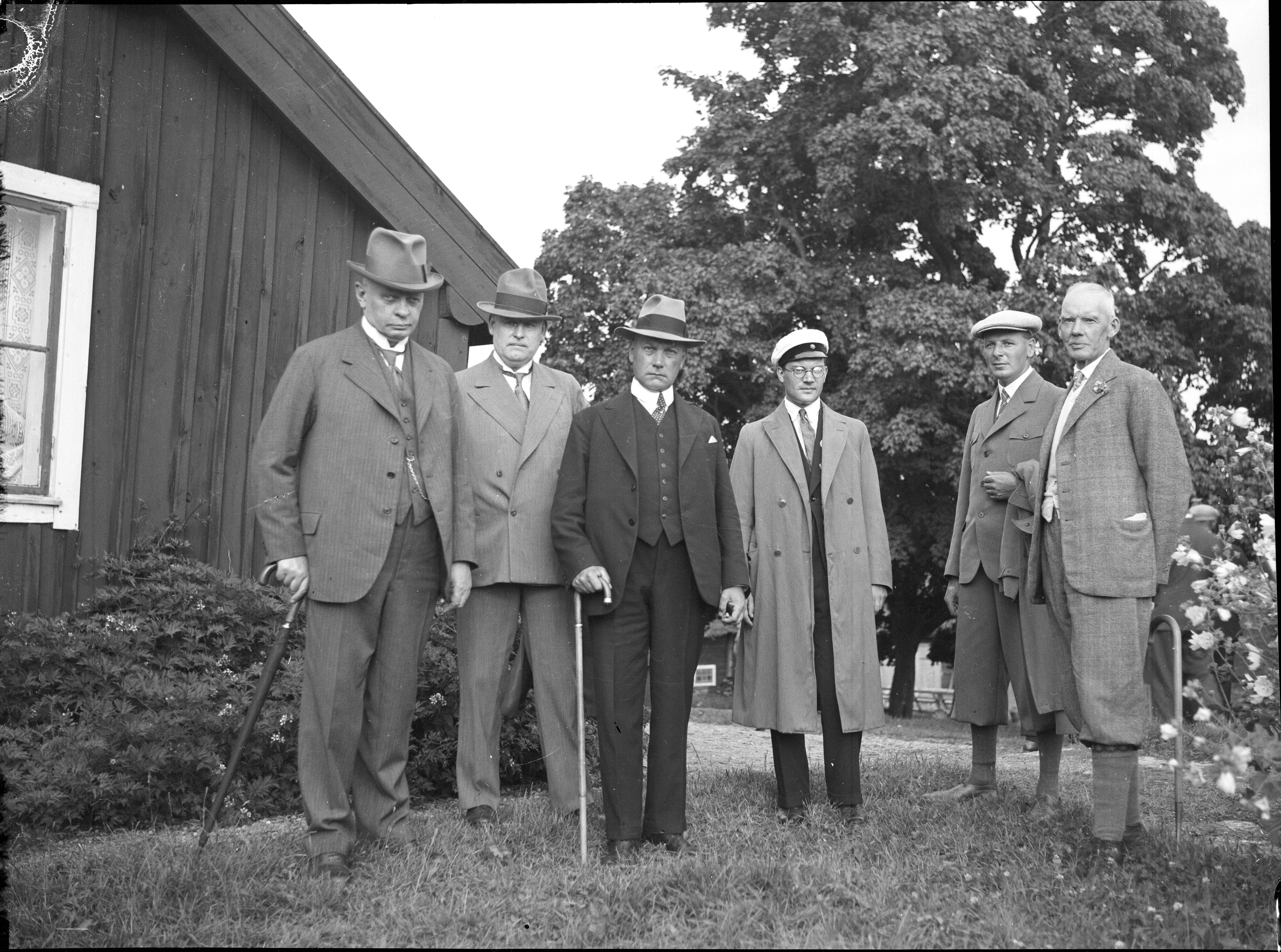
Södermanlands hembygdsförbunds styrelseledamöter i Stigtomta år 1931. Från vänster: Gustaf Sederholm, folkhögskollärare Nils Dencker, Martin Nilsson, Per Dohlwitz, Erwin Engel och friherre Ernst Hermelin.

Södermanlands hembygdsförbund bildades år 1931. Vid Sörmlandsstämman i Malmköping i juni 1930 beslutades på initiativ av landshövding Gustav Sederholm att bilda ett hembygdsförbund. Han valdes också till förbundets förste ordförande. Konstituering av den första styrelsen och det egentliga grundandet av hembygdsförbundet var den 31 okt 1931 i samband med Föreläsningsförbundets årsmöte i Nyköping. I samband med detta upplöstes det 1928 bildade Södermanlands museiförbund med de där avslutna museerna i Strängnäs, Eskilstuna, Nyköping och Södertälje. Museiförbundet hade gett ut årsboken Sörmlandsbygden, vars utgivning nu övertogs av Södermanlands hembygdsförbund.
Under lång tid kom landshövdingarna att dominera ordförandeskapet. Sederholm efterträddes 1936 av Bo Hammarskjöld, som 1958 efterträddes av Gustaf Andersson. Han avled dock efter en kort tid och efterträddes då av Ossian Sehlstedt som var ordförande till 1970. Efter honom tog Mats Lemne över som dock avsade sig uppdraget 1975, varvid den långa landshövdingesviten bröts med att Erik Älgevik tillträdde posten.

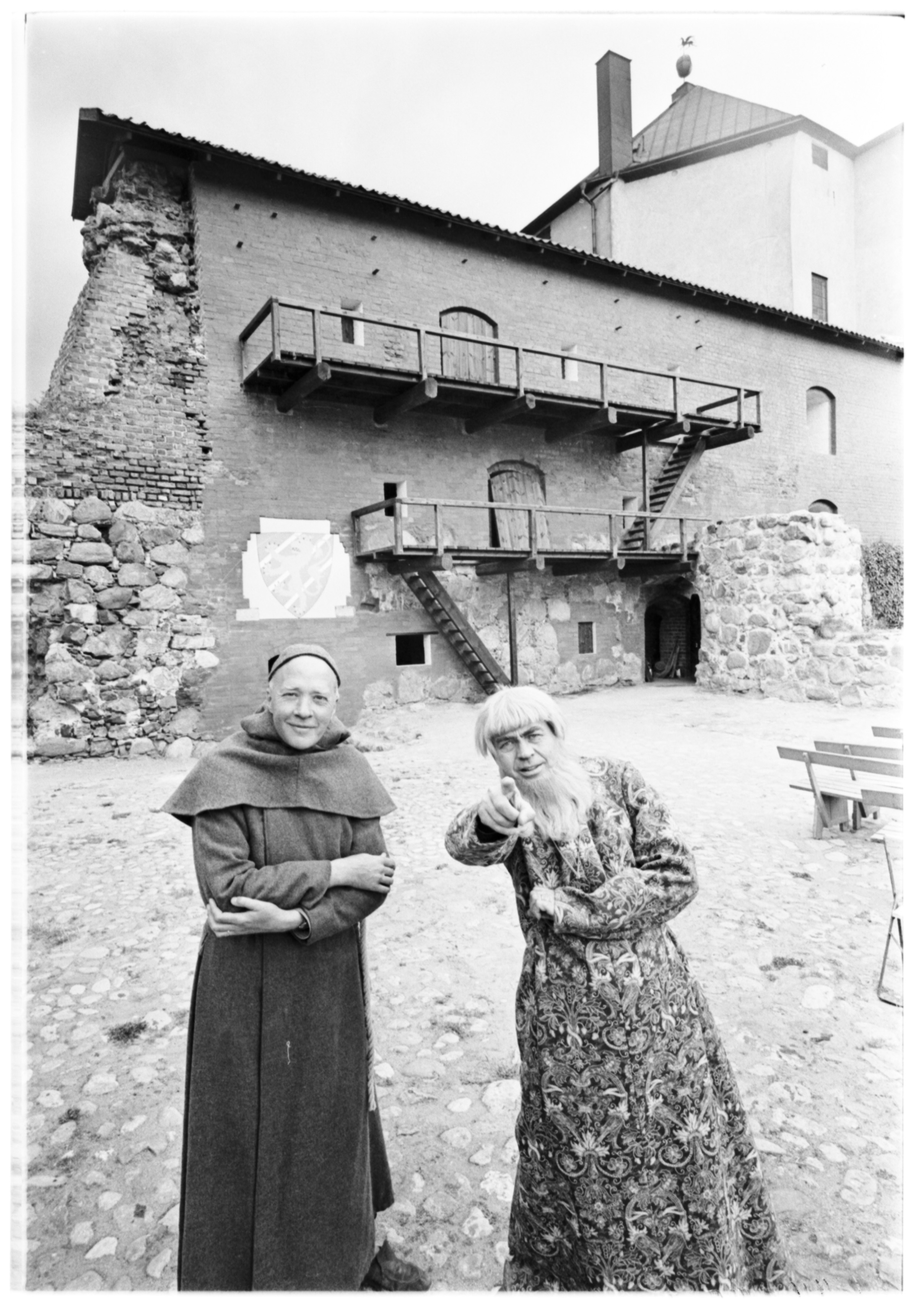
Ivar Schnell och museiintendenten Carl Gustaf Blomberg år 1963.

1934 anställdes Ivar Schnell i hembygdsförbundet som kom att årsbokens längst aktiva redaktör. I sin funktion som Södermanlands första landsantikvarie var han ansvarig för det täta samarbetet mellan hembygdsförbundet och Södermanlands länsmuseum.
Södermanlands fornminnesförening som bildades 1860 valde 1945 att gå upp i Södermanlands hembygdsförening och flyttade då större delen av sina samlingar från Strängnäs till Nyköping. 1961 gick det 1913 bildade Södermanlands länsmuseum samman med Södermanlands hembygdsförbund och namnet ändrades 1962 till Södermanlands hembygds- och museiförbund. 1976 avskildes åter Sörmlands museum som en separat stiftelse och namnet blev åter Södermanlands hembygdsförbund.

## Verksamhet
Hembygdsförbundet bestod 2010 av 66 hembygdsföreningar med närmare 21 000 medlemmar.
Årsboken Sörmlandsbygden gavs ut tillsammans med Sörmlands museum till och med 2017. 
Sedan 1976 arbetar förbundet främst främjande för länets hembygdsföreningar genom projekt och kursverksamhet för att utveckla den lokala verksamheten. 1978 anställdes den första hembygdskonsulenten. 

## Medlemstidningen Dymlingen
Dymlingen är Södermanlands hembygdsförbunds medlemstidning. Den gavs ut första gången 1989 och ersatte då medlemsbladet Gripen. Namnet Gripen visade sig vara upptaget, så för att få ett ISSN-nummer fick man hitta på ett nytt, unikt namn. En dymling är en träplugg som har till uppgift att hålla samman hela byggnader. Publikationen döptes då efter denna för att metaforiskt hålla Södermanlands hembygdsrörelse samman. Innehållet är en blandning av inspiration, information och kulturhistoria.
Dymlingen kommer ut med fyra nummer varje år. Nummer två innehåller medlemsföreningarnas aktiviteter öppna för allmänheten och presenterar kring 300 aktiviteter varje sommar, förutom alla öppna caféer och museer. Sedan flera år finns tidningarna publicerade på hemsidan. I regel omfattas den av 12 eller 16 sidor och har en upplaga på 1600 exemplar. Från och med nr 2 2024 sker publiceringens endast digitalt.
Knut Dymling
Kersti Åström skapade redan 1989 Knut Dymling som blivit en symbol för tidningen. Symbolen presenteras i olika sammanhang i tidningen. 2018 skapades han av Håkan Carlsson i tredimensionell form och blev en gåva till Sörmlands museum  vid invigningen av det nya museet som symbolen för att såväl de ideella som professionella professionella kulturarvsarbetarna i Sörmlands län ska hålla samman. 